# Bobby Fischer
Robert James "Bobby" Fischer (Chicago, 9 de março de 1943 – Reykjavík, 17 de janeiro de 2008) foi um grande mestre de xadrez americano, naturalizado islandês, e décimo primeiro campeão mundial de xadrez, sendo o primeiro e único campeão nascido nos Estados Unidos. Em 1972, venceu o Campeonato Mundial de Xadrez ao derrotar o soviético Boris Spassky em um match disputado em Reykjavík, Islândia, considerado um confronto símbolo da Guerra Fria, o "Match do Século" atraiu um interesse midiático maior que qualquer outra partida de xadrez já disputada. Em 1975, Fischer recusou-se a defender seu título ao não chegar a um acordo com a Federação Internacional de Xadrez (FIDE) em relação ao modelo de disputa da partida. A desistência tornou Anatoly Karpov campeão do Torneio de Candidatos de 1974, o novo campeão mundial.
Fischer demonstrava uma habilidade natural para o xadrez desde cedo. Aos 14 anos, venceu a chamada "Partida do Século" contra Donald Byrne. Começando em 1957, aos 14 anos, participou de oito Campeonatos de Xadrez dos Estados Unidos, vencendo todos com pelo menos 1 ponto de vantagem sobre seus oponentes. Aos 15, Fischer tornou-se o grande mestre de xadrez mais novo da história até então e o candidato mais novo ao campeonato mundial.
Aos 20 anos de idade, Fischer venceu o Campeonato dos Estados Unidos de 1963–64 com uma pontuação de 11/11, a única pontuação perfeita da história do torneio. Seu livro My 60 Memorable Games, publicado em 1969, tornou-se um ícone da literatura de xadrez. Venceu o Torneio Interzonal de 1970 com uma distância recorde de 3½ pontos sobre o segundo colocado, vencendo 20 partidas consecutivas, incluindo duas com o placar perfeito de 6–0 no Torneio de Candidatos de 1971, algo inédito na história da competição. Em julho de 1971, tornou-se o primeiro número 1 oficial do ranking FIDE.
Após perder o título mundial, Fischer tornou-se recluso e, de certa forma, excêntrico, desaparecendo tanto dos campeonatos de xadrez quanto da mídia. Em 1992, reapareceu em uma revanche contra Spassky, na Iugoslávia, país que, à época, estava sob embargo da ONU. Sua participação na partida gerou um conflito com o governo norte-americano, que requereu imposto de renda sobre o prêmio pela sua vitória, chegando a emitir um mandado de prisão a Fischer. Após esses acontecimentos, passou a viver no exílio. Em 2004, foi preso no Japão por utilizar-se de um passaporte que havia sido revogado pelo governo dos Estados Unidos. O parlamento islandês o ofereceu passaporte e cidadania islandeses, permitindo-o viver no país até sua morte em 2008.
Fischer fez inúmeras contribuições adicionais para o xadrez. Na década de 1990, patenteou um sistema modificado de relógio de xadrez, que adiciona um incremento no tempo após cada movimento, sendo hoje a prática padrão em torneios de alto nível. Também é de sua invenção uma variante do jogo chamada "xadrez aleatório de Fischer" (também conhecida como "Chess960").

## Vida e carreira
Filho de pai alemão, Hans-Gerhardt Fischer, um biofísico e mãe suíça naturalizada norte-americana, Regina Wender, aprendeu a jogar xadrez aos seis anos com sua irmã mais velha, que o entretinha com diversos jogos (dentre eles o xadrez) enquanto a mãe ia trabalhar. Mudou-se cedo para a Califórnia e pouco tempo depois para Nova Iorque, onde pôde desenvolver-se em grandes clubes seculares como o Marshall e o Manhattan.
Aos treze anos jogou a "Partida do Século" num torneio de Mestres em 1956 contra Donald Byrne, irmão de Robert Byrne, o qual também era Grande Mestre e foi vítima de uma das maiores partidas de Fischer no US-ch 1963, o qual Fischer venceu com 100% de aproveitamento, 13 em 13 possíveis e rating performance acima de 3000, feito igualado por Emanuel Lasker, na Alemanha.
Fischer venceu também o campeonato americano oito vezes em oito participações (1957, 1958, 1959, 1960, 1961, 1962, 1963, 1965 e 1966), sendo a primeira aos catorze anos em 1957 e a segunda aos quinze, em 1958. Venceu jogadores tão fortes como Samuel Reshevsky (considerado pelo próprio Fischer como um dos dez melhores de todos os tempos - até então TOP 10), com tão pouca idade. De dezembro de 1962 até o fim da sua carreira, em 1992, Fischer venceu todos os torneios que disputou, exceto dois, nos quais terminou em segundo lugar: Capablanca Memorial, 1965, vencido por Boris Spassky e a Piatigorsky Cup, 1966, vencida por Smyslov. Geralmente Fischer vencia os abertos e grandes torneios de que participava com 3 ou 3,5 pontos de vantagem em relação ao segundo colocado.
A principal façanha da sua carreira foi a classificação para chegar à final do mundial contra Spassky. Fischer venceu Taimanov (enxadrista top 10) por 6x0 num jogo melhor de 10. Fischer venceu Larsen (que era um dos cinco melhores jogadores do mundo) por 6x0 num jogo melhor de 10 e venceu Petrosian por 7,5x2,5 num jogo melhor de 10. Havia uma hegemonia russa desde quando Alekhine derrotou Capablanca em 1921. Após a recusa de Fischer de defender o título em 1975, a hegemonia de russos voltou e durou até o indiano Viswanathan Anand vencer o Mundial FIDE de 2000.
Em 1992, Fischer voltou a disputar um encontro contra Boris Spassky. Mesmo Fischer estando 20 anos afastado, enquanto Spassky permaneceu ativo durante todo este tempo, Fischer venceu com relativa facilidade e introduziu diversas novidades teóricas. O match de 1992 foi jogado na Iugoslávia e terminou com 10 vitórias para Fischer e 5 derrotas.
Fischer foi preso no Japão e lutou contra sua extradição para os Estados Unidos por quase um ano. A Islândia ofereceu cidadania a Fischer, tendo ele aceitado. Livre então pela cidadania islandesa, Fischer seguiu viagem para a Islândia chegando no dia 23 de março de 2005.
Em eleição feita pelo principal periódico internacional de xadrez, o Sahovski Informator, Fischer foi considerado pelos grandes mestres como o melhor enxadrista do século XX, à frente de Kasparov.
Fischer foi o único enxadrista a vencer por 6x0 dois matches no Torneio de Candidatos e também o único a jamais defender o título. Tinha memória extraordinária, capaz de memorizar mais de 20 partidas relâmpago consecutivas. Em <http://www.surfonby.com/iqtest/iqfacts.html> consta QI = 187. Outras fontes indicam 184 e 181.
Bobby Fischer morreu em 17 de janeiro de 2008, na Islândia, aos 64 anos.

## Participações em Olimpíadas
Fischer fez parte da equipe dos EUA em quatro edições das Olimpíadas de Xadrez.
| Ano  | Edição        | Local   | Tabuleiro | Pontos | Partidas | V  | E | D | %    | Classificação | Classificação |
| ---- | ------------- | ------- | --------- | ------ | -------- | -- | - | - | ---- | ------------- | ------------- |
| Ano  | Edição        | Local   | Tabuleiro | Pontos | Partidas | V  | E | D | %    | Equipe        | Individual    |
| 1960 | 14ª Olimpíada | Leipzig | 1º        | 13     | 18       | 10 | 6 | 2 | 72.2 | 2º            | 3º            |
| 1962 | 15ª Olimpíada | Varna   | 1º        | 11     | 17       | 8  | 6 | 3 | 64.7 | 4º            | 8º            |
| 1966 | 17ª Olimpíada | Havana  | 1º        | 15     | 17       | 14 | 2 | 1 | 88.2 | 2º            | 2º            |
| 1970 | 19ª Olimpíada | Siegen  | 1º        | 10     | 13       | 8  | 4 | 1 | 76.9 | 4º            | 2º            |

## Repertório de aberturas
- Com as brancas, adepto da Abertura do Peão do Rei, a qual defendia com a seguinte citação: Best by test.
- De negras, contra e4, utilizava a Defesa Siciliana, variante Najdorf.
- De negras, contra d4, c4 ou Cf3, jogou várias, a principal foi a Defesa Índia do Rei, depois a Grünfeld, dentre outras Defesas Índias.